# San Marco (sestiere)
San Marco je jedan od šest sestiera u Veneciji, u Sjevernoj Italiji, srce Venecije. U kvartu San Marco živi vrlo malo ljudi, svega 4.236(12. prosinca 2007.), ali se tu nalazi većina javnih sadržaja Venecije: trgovina, hotela, banaka, ureda, muzeja.
Sestieru San Marco pripada i otok San Giorgio Maggiore preko puta trga San Marco, iako je fizički bliži Dorsoduru.

## Povijest
Sestiere San Marco, izvorno se zvao Rivoalto (od tud i potječe ime Rialto), to je bio nukleus iz kojeg se razvila Venecija, tada zvana latinski Civitas Rivoalti. Tu su se u 9. stoljeću preselili duždevi iz Malamocca na Lidu.

## Znamenitosti
Srce ovog kvarta je Trg svetog Marka, na kojem se nalazi većina venecijanskih znamenitosti; Duždeva palača (Palazzo Ducale), sjedište političke moći Mletačke Republike od 9. stoljeća do propasti republike, Basilica di San Marco, koju su venecijanski duždevi koristili kao privatnu kapelu sve do 1807. (obični građani smjeli su ući u baziliku samo za velike blagdane), Procuratie, Torre dell'Orologio i zvonik bazilike sv. Marka.
U sestieru San Marco nalazi se najpoznatije venecijansko kazalište - Teatro La Fenice, crkve San Moisè, Santa Maria Zobenigo, Santo Stefano, San Salvador i palače; Grassi i Dandolo
Mostovi preko Canal Grandea; Rialto i drveni Akademijin most, povezuje San Marco sa susjednim sestierima; San Polo i Dorsoduro, a most Ponte della Paglia preko kanala Rio di Palazzo s kvartom na jugu Castello. Most Ponte Tron premošćuje Rio Orseolo.

## Vanjske poveznice
- Sestriere San Marco - the heart of Venice  Arhivirana inačica izvorne stranice od 24. srpnja 2011. (Wayback Machine) (engl.)